# سباستيان سواريز
سباستيان سواريز (بالإسبانية: Sebastián Suárez)‏ هو لاعب كرة قدم أوروغواني في مركز الدفاع، ولد في 19 فبراير 1978 في مونتفيدو في الأوروغواي. لعب مع سنترال إسبانيول ونادي سيرو.

## وصلات خارجية
- سباستيان سواريز على موقع قاعدة بيانات كرة القدم.إي يو (الإنجليزية)